# اگنس بولتون
اگنس بولتون (انگلیسی: Agnes Boulton; ۱۹ سپتامبر ۱۸۹۳ – ۲۵ نوامبر ۱۹۶۸) نویسنده، و رمان‌نویس اهل ایالات متحده آمریکا بود.